# Pembroke (pays de Galles)
Pour les articles homonymes, voir Pembroke.
Pembroke (en gallois, Penfro) est le nom de l'ancienne capitale du comté du même nom, ou Pembrokeshire, au sud-ouest du pays de Galles, célèbre pour son château commencé en 1093 et achevé pour sa plus grande part en 1296.

## Histoire
Après avoir pris le pouvoir en Angleterre à la suite de la bataille de Hastings en 1066, les Normands poursuivent leur conquêtes en Grande-Bretagne. En 1093, le comte normand Roger de Montgomery envahit l'ouest du pays de Galles et fait bâtir le premier château de Pembroke. Ce premier château était en bois. Son fils Arnulf fonde un prieuré de l'autre côté du fleuve.
Le roi Henri Beauclerc prend possession du château en 1102. La couronne le cède en 1198.
Le deuxième comte de Pembroke, Richard de Clare sera le principal artisan de l'invasion normande de l'Irlande qui partira de Pembroke en 1169-1170.
Sa fille, héritière du titre, épouse le comte Guillaume le Maréchal, important personnage du royaume. Celui-ci, continué par ses fils, remplace les murailles en bois de la première enceinte (intérieure) par des murailles de pierre et fait construire le grand donjon cylindrique.
Au XIIIe siècle, Guillaume de Valence, seigneur de Pembroke de 1247 à 1296, ajoute au château une deuxième enceinte (extérieure) en pierre.
Tombé en ruine au cours des siècles, le château est restauré en 1929 par Sir Ivor Philipps (en).

## Articles connexes

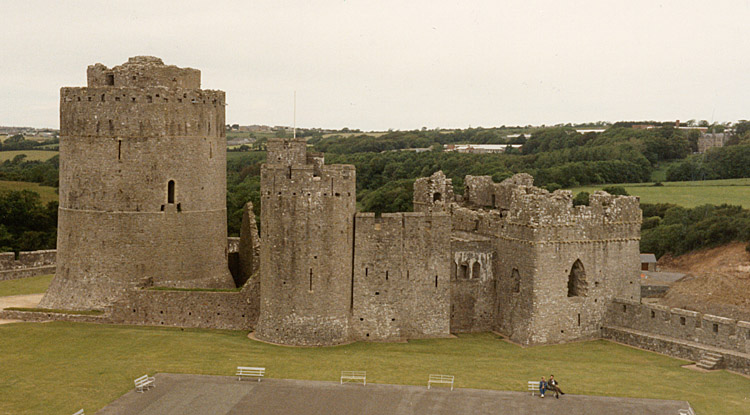
Château de Pembroke, construit vers 1200

## Démographie
| Évolution de la population |       |       |
| Année                      | 2001  | 2011  |
| Habitants                  | 7 214 | 6 677 |